# Pirttijärvi (sjö i Jämsä, Mellersta Finland, 62,04 N, 24,98 Ö)
Pirttijärvi är en sjö i kommunen Jämsä i landskapet Mellersta Finland i Finland. Sjön ligger 98,2 meter över havet. Den är 6,82 meter djup. Arean är 1,21 kvadratkilometer och strandlinjen är 8,51 kilometer lång. Sjön  ingår i Kymmene älvs huvudavrinningsområde.   Den ligger omkring 44 kilometer sydväst om Jyväskylä och omkring 210 kilometer norr om Helsingfors. 
Pirttijärvi ligger söder om Uuttana. 